# Taylorcraft Auster
Die Taylorcraft Auster war ein militärisches Verbindungs- und Beobachtungsflugzeug des britischen Herstellers Taylorcraft Aeroplanes (England) Limited aus dem Zweiten Weltkrieg.

## Geschichte

### 1939–1945

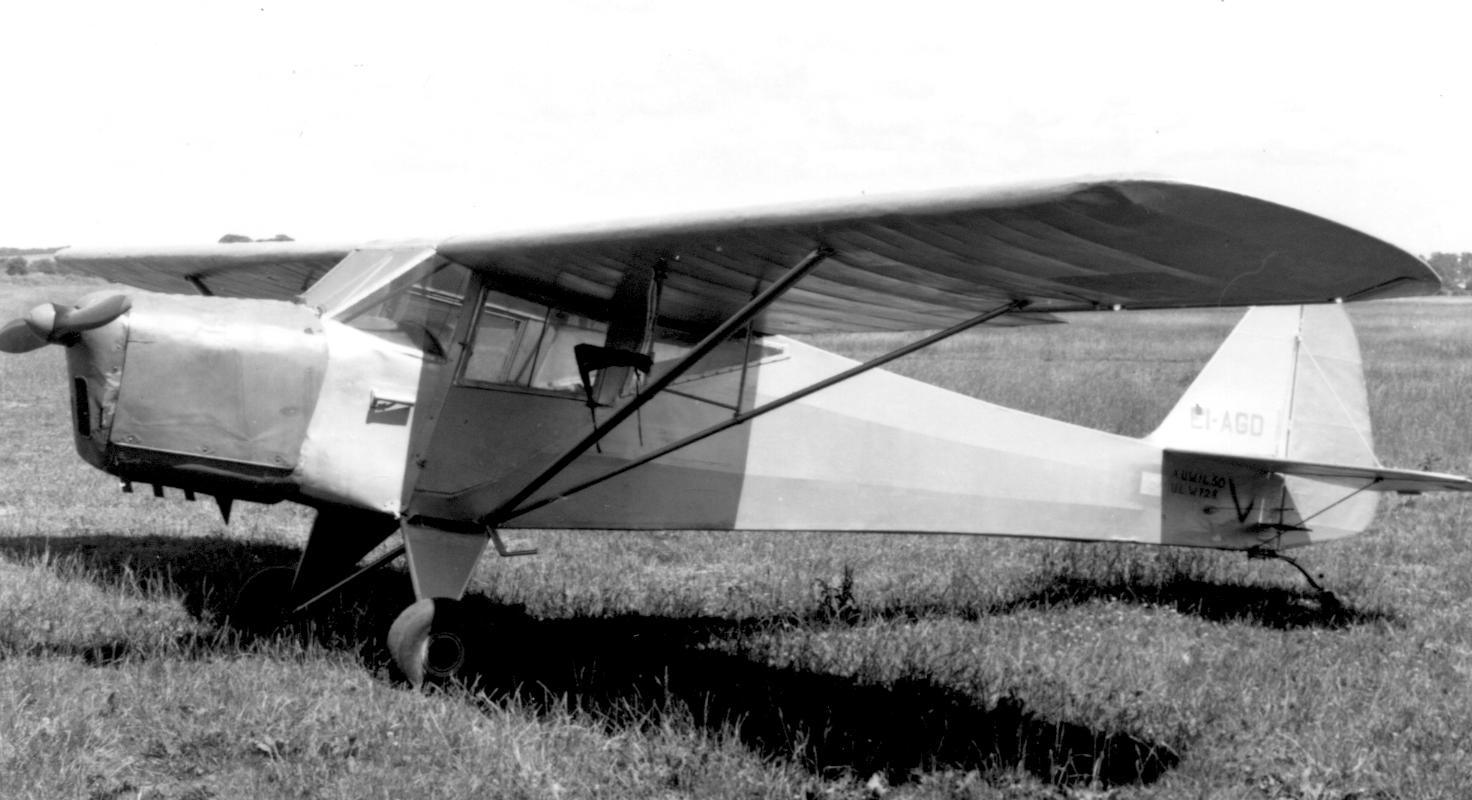
Taylorcraft Plus C/2

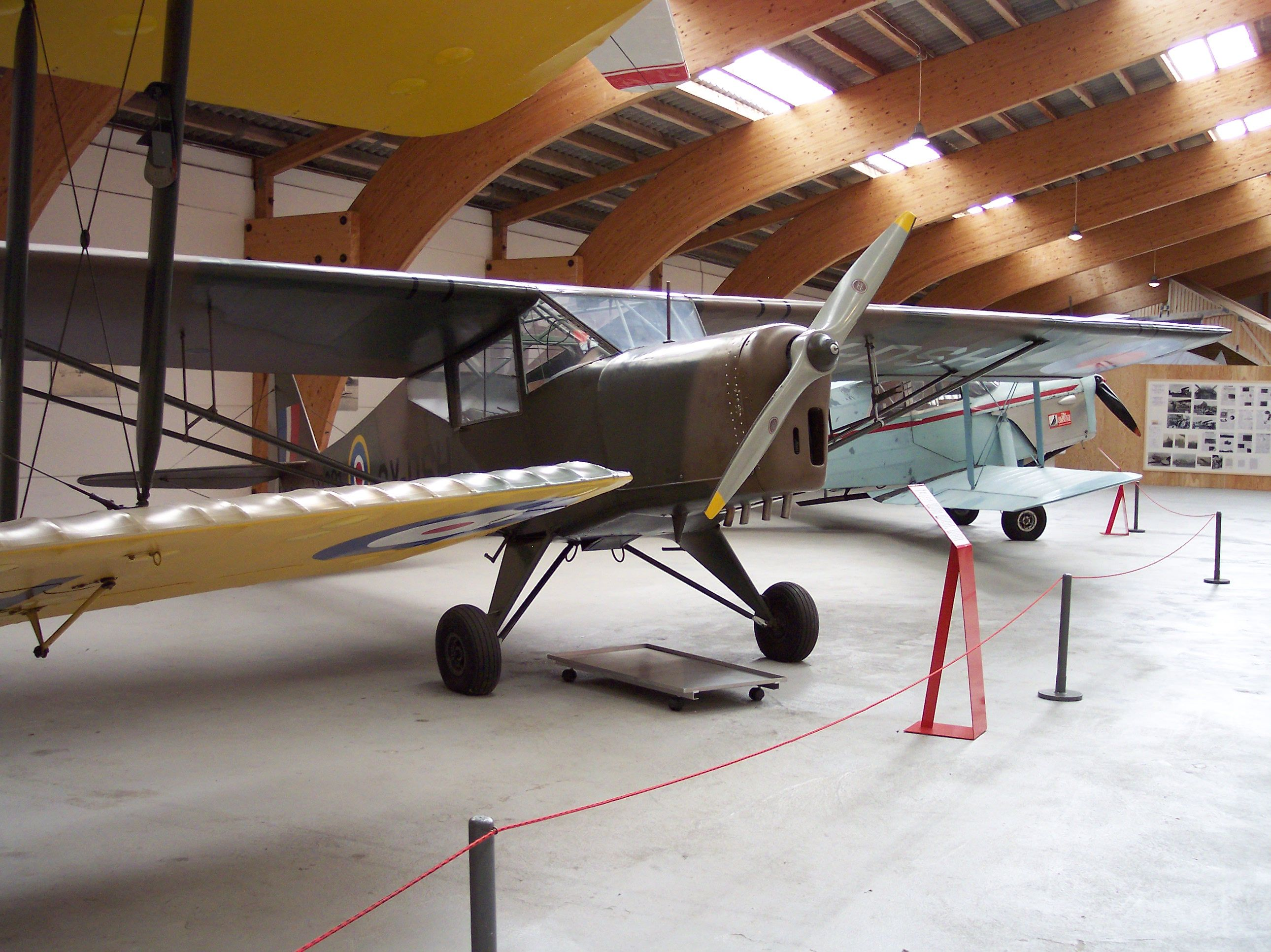
Taylorcraft Plus D

Ausgangspunkt für die Entwicklung der Auster war die Taylorcraft Plus C, die mit einem leistungsstärkeren 90-PS-Cirrus-Triebwerk ausgerüstet und als Taylorcraft Plus D bezeichnet wurde. Von dem Baumuster wurden zwischen Ende 1939 und Anfang 1940 noch sieben Maschinen hergestellt, aber nicht mehr an zivile Nutzer ausgeliefert. Bereits vorhandene Plus C, die nachträglich durch Einbau des 90-PS-Motors auf Plus-D-Standard gebracht wurden, erhielten die Bezeichnung Plus C/2, manchmal auch als Plus C.2 geschrieben. Die Gesamtproduktion betrug 23 zivile Plus C, von denen 15 Exemplare zu Plus C/2 umgebaut wurden.
Bereits 1939 forderten Offiziere der britischen Armee die Beschaffung von eigenen Artilleriebeobachtungsflugzeugen. Taylorcraft lieferte daraufhin im Dezember 1939 die Plus D mit dem Kennzeichen G-AFZJ (Werknummer 128) zur Erprobung nach Salisbury zur School of Army Co-operation. Anschließend setzte man das Flugzeug, nun mit Tarnanstrich, im April und Mai 1940 in Frankreich ein. Die Beurteilung der Eignung der Plus D für die vorgesehene Rolle fiel aber eher schlecht aus. Sowohl die Leistung als auch die Robustheit der Konstruktion wurden als nicht zufriedenstellend angesehen.
Die Armee bevorzugte eine militärische Version der Stinson 105 Voyager, von der im Juli 1940 100 Maschinen bestellt wurden. Tatsächlich erreichten im ersten Jahr lediglich etwa 20 Stück England. Hinzu kam, dass man schließlich auch die Vigilant für den vorgesehenen Zweck als zu groß erklärte. Man bestellte deshalb Ende 1941 100 Taylorcraft Plus D, was diese aber weniger ihren Leistungen, als vielmehr dem Mangel an Alternativen verdankte. Die militärische Variante der Plus D erhielt die Werksbezeichnung Plus D/1 und den Namen Auster Mark I (auch Auster I). Die Bezeichnung Auster verdankt das Flugzeug der Ansicht des Air Ministry, dass eine Buchstabenbezeichnung nicht ausreichend sei. Der erste Vorschlag Icarus wurde nach dem Hinweis abgelehnt, dass Ikarus lediglich einen einzigen Flug ausführen konnte. Da zeitgenössische Militärflugzeuge häufig die Namen von Winden trugen (Z. B. Hurricane und Whirlwind), verwendete man mit Auster den römischen Namen für einen warmen Südwind.
Die erste Auster I flog im Mai 1942 und wurde im Juli an die No. 651 Squadron geliefert. Bis zum November 1942 waren bereits vier AOP-Staffeln (AOP steht für Airborne Observation Post, Luftgestützter Beobachtungsposten) mit dem Muster ausgerüstet. Diese nahmen ab Mai 1943 an den Kämpfen in Nordafrika und den Invasionen von Sizilien und Italien teil. Die geringe Leistung des Cirrus-Triebwerks von 90 PS und der gleichzeitige Mangel an Ersatzteilen für diese Motoren veranlasste Taylorcraft zur Umrüstung zweier Zellen auf Lycoming O-290-3 Triebwerke, die 125 PS leisteten. Diese Variante, mit zusätzlichen Spreizklappen und einer Kabinenheizung erhielt die Bezeichnung Taylorcraft Model E bzw. Auster Mark II.
Da aufgrund der Erfolge der deutschen U-Boote bei der Bekämpfung alliierter Geleitzüge im Atlantik die Verfügbarkeit der O-290 nur gering war, ging die Auster II jedoch nicht in Serienproduktion. Stattdessen ersetzte man den Cirrus-Motor durch einen 130-PS leistenden de Havilland Gipsy Major, womit die Variante Model F bzw. Auster III festgelegt war. Die Serienproduktion hierfür lief im Januar 1943 an. Die Auster III erhielt darüber hinaus eine vergrößerte Kabinenverglasung, die nun auch das Kabinendach mit einschloss, was zum Kennzeichen sämtlicher noch folgenden Auster-Ausführungen wurde. Diese Version wurde in 467 Exemplaren gebaut, trotz der weiterhin bestehenden Unzufriedenheit der AOP-Kommandeure, die sich auch darin ausdrückte, dass sie beim Air Ministry statt weiterer Aufträge für die Auster, die Beschaffung der Miles M.28/M.38 Messenger forderten. Dem stand entgegen, dass die Besatzungen vor Ort die Fähigkeiten der Auster durchaus schätzten.
Im Jahre 1943 verbesserte sich die Versorgungssituation mit amerikanischen Motoren derart, dass Taylorcraft sich erneut für eine Version mit dem Lycoming O-290-3-Triebwerk entschied. Diese Model G bzw. Auster IV genannte Variante flog zum ersten Mal Ende 1943. Außer der, wegen der Boxerbauweise des O-290 geänderten Triebwerksverkleidung, wurde auch erstmals ein optionaler dritter Sitz für einen Beobachter vorgesehen. Den Schleifsporn der Auster III ersetzte ein kleines Spornrad. Der Bedarf für die Auster IV war in der Vorbereitung für den D-Day so groß, dass die Produktion im Frühjahr 1944 auf 28 Maschinen pro Woche erhöht wurde. Insgesamt betrug die Produktion einschließlich des Prototyps 255 Exemplare.
Nachfolger der Auster IV war ab Juni 1944 die Auster V (Taylorcraft Model J), die die größten Stückzahlen aller Taylorcraft Modelle erreichte. Die Unterschiede zur Mark IV waren kleinere Verbesserungen, wie z. B. die Veränderung des Ruderausgleichs, der Ersatz des hölzernen Armaturenbretts durch eine Metallausführung und der Einbau zusätzlicher Blindfluginstrumente. Bis zum Kriegsende wurden 790 Auster V hergestellt. Für den Einsatz auf den Kriegsschauplätzen im Pazifik und Fernen Osten entstand eine Variante mit den Schwimmern einer Zieldarstellungsdrohne de Havilland Queen Bee. Andere Modifikationen betrafen den Einbau von Kameras oder den Umbau zu einem Ambulanzflugzeug. Auch Kufen für den Einsatz auf Schneeuntergrund konnten eingesetzt werden, ebenso war eine Variante im Einsatz, die das Verlegen von Telefonkabeln aus der Luft durchführen konnte. Das Model H schließlich war nach Entfernen des Motors und Tanks und Verlängerung des drei Personen aufnehmenden Rumpfbugs als Schulungslastensegler vorgesehen. 1943 wurde ein auf einer Auster-III-Zelle basierender Prototyp hergestellt; eine Serienproduktion schloss sich jedoch nicht an, da Aeronca, Piper und die amerikanische Taylorcraft ähnliche Baumuster anboten.
Während des Zweiten Weltkriegs wurden 1630 Auster für die Streitkräfte Großbritanniens und Kanadas hergestellt.

### Nachkriegszeit
Nach dem Zweiten Weltkrieg spielten die AOP Taylorcraft Austers in Großbritannien eine wichtige Rolle beim Wiederaufbau der Flugsportvereine und des privaten Fliegens im Allgemeinen. Die meisten der Auster I hatten nur eine kurze militärische Einsatzzeit mit wenigen Flugstunden. 1945 und 1946 wurden diese Flugzeuge bei öffentlichen Versteigerungen angeboten und anschließend 58 Exemplare wieder auf den zivilen Plus-D-Standard zurück gerüstet. Auch sieben Vorkriegs-Plus-D und der Prototyp der Auster I (Plus C/2) erfuhren diesen Rückbau. Bekannt wurde eine Plus D (G-AHGZ, ex LB367) durch den Sieg im King’s-Cup-Rennen 1952. Anfang 1946 rüstete das Werk drei Auster I durch Einbau des 55-PS-Lycoming O-145 wieder auf das Leistungsniveau der Plus C zurück, um ein billiges zweisitziges Sportflugzeug anbieten zu können. Dieser Markt wurde jedoch in der Folge durch andere Muster von Taylorcraft abgedeckt.
Trotz der gegenüber der Auster I größeren Produktionszahlen, sahen nur wenige umgebaute Auster III einen zivilen Einsatz. Mit 25 Stück wurde die größte Anzahl dieser Variante in Australien eingesetzt. Von der Variante Auster V wurden über 250 Exemplare, zusammen mit 17 ebenfalls auf diesen Bauzustand gebrachten Auster IV, im zivilen Bereich verwendet. Für eine Auster V mussten die Bieter damals etwa 250 bis 350 £ bezahlen; Firmen verkauften anschließend diese umgerüsteten und mit einer Funkanlage versehenen Flugzeuge für etwa 800 £.
Auster IV und V dienten als zivile Varianten in vielen unterschiedlichen Einsatzbereichen. Hierzu gehörte die Verwendung für Rundflüge, als Lufttaxi, in der Luftbildfotografie, für den Bannerschlepp und als Privatflugzeuge. Nur in geringem Maße wurde sie jedoch bei Flugsportvereinen und in der Schulung eingesetzt. Auster Aircraft (am 8. März 1946 erfolgte die Umbenennung) nahm 1956 für kurze Zeit die Produktion der Auster V wieder auf, wobei jedoch nur 14 Maschinen gebaut wurden. Dieses Auster Alpha 5 genannte Baumuster war der Kriegsausführung sehr ähnlich, besaß aber nicht die großzügige Verglasung der Auster V.
Die Auster V diente nach dem Krieg als Vorbild für die zivile Auster J/1 Autocrat. Weitere Militärversionen aus der Nachkriegszeit waren die Auster AOP.6, das Schulflugzeug Auster T.7 und die Auster AOP.9.

### Einsatz in Deutschland
Austers fanden als Beobachtungs- und Verbindungsflugzeuge auch bei den Airborne Observation Post (AOP) Squadrons und Flights ab 1945 bis Ende der 1950er Jahre in Nordwestdeutschland bei der British Air Force of Occupation/2. Tactical Air Force (ab 1957 Army Air Corps) Verwendung, weiteres siehe auf der Army Air Corps Seite. Die in Deutschland eingesetzten Baureihen waren die Auster IV, Auster V, Auster AOP.6 und Auster AOP.9.

## Varianten

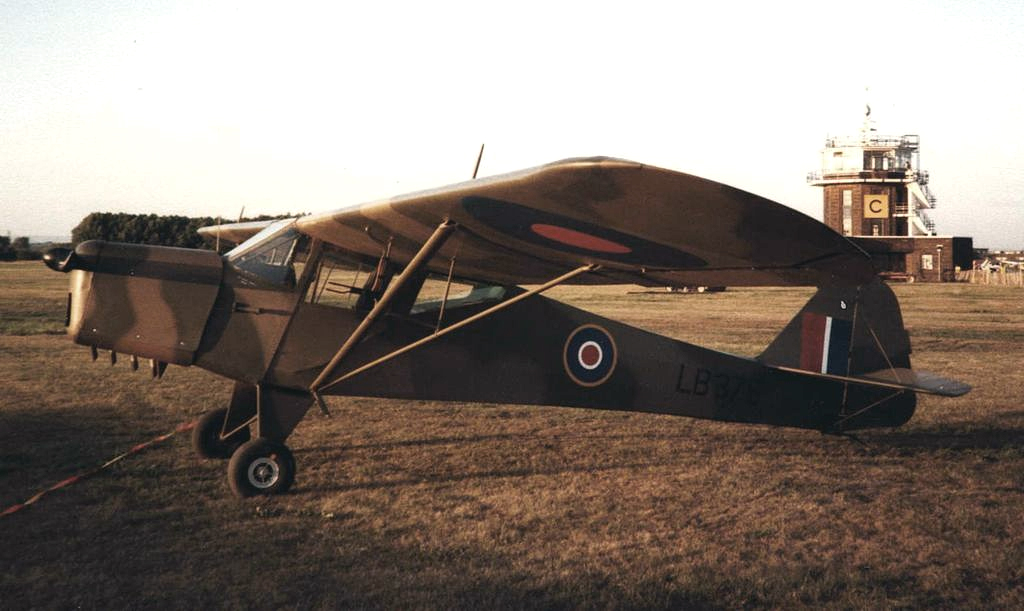
Auster I

Taylorcraft Plus C
ursprüngliche Zivilversion mit einem Lycoming O-145-A2-Motor, 23 Flugzeuge
Taylorcraft Plus C/2
ehemalige Plus C mit einem Cirrus Minor I-Motor, 15 Umbauten von Plus C durch die Royal Air Force
Taylorcraft Plus D
Plus C mit einem Cirrus Minor I-Motor, 9 Flugzeuge
Taylorcraft Auster I
Militärversion der Plus D, 1 Umbau and 100 neue Flugzeuge
Taylorcraft Auster II
Auster I mit einem Lycoming O-290-Motor, 2 Flugzeuge
Taylorcraft Auster III
Auster I mit einem de-Havilland-Gipsy-Major-Motor, 470 Flugzeuge
Taylorcraft Auster IV
dreisitzige Version mit einem Lycoming O-290-Motor, 254 Flugzeuge
Taylorcraft Auster V
Auster IV mit Instrumenten für den Blindflug, 790 Flugzeuge

## Nutzung
- Australien
  - Royal Australian Air Force
- Birma
- Griechenland
- Hongkong
  - Royal Hong Kong Auxiliary Air Force
- Indien
  - Indische Luftstreitkräfte
  - Indische Armee
- Indonesien
- Israel
- Jordanien
- Kanada
  - Royal Canadian Air Force
- Niederlande
  - Niederländische Luftstreitkräfte
  - Niederländische Marine
  - Luftstreitkräfte der Niederländischen Ostindien-Armee (Militaire Luchtvaart van het Koninklijk Nederlands-Indisch Leger, ML-KNIL)
- Norwegen
- Pakistan
- Polen
  - Polnische Luftwaffe (im britischen Exil)
- Südafrikanische Union
- Tschechoslowakei: 3 von 1945–1948
- Vereinigtes Königreich
  - Royal Air Force
  - Army Air Corps

## Flugfähige Exemplare

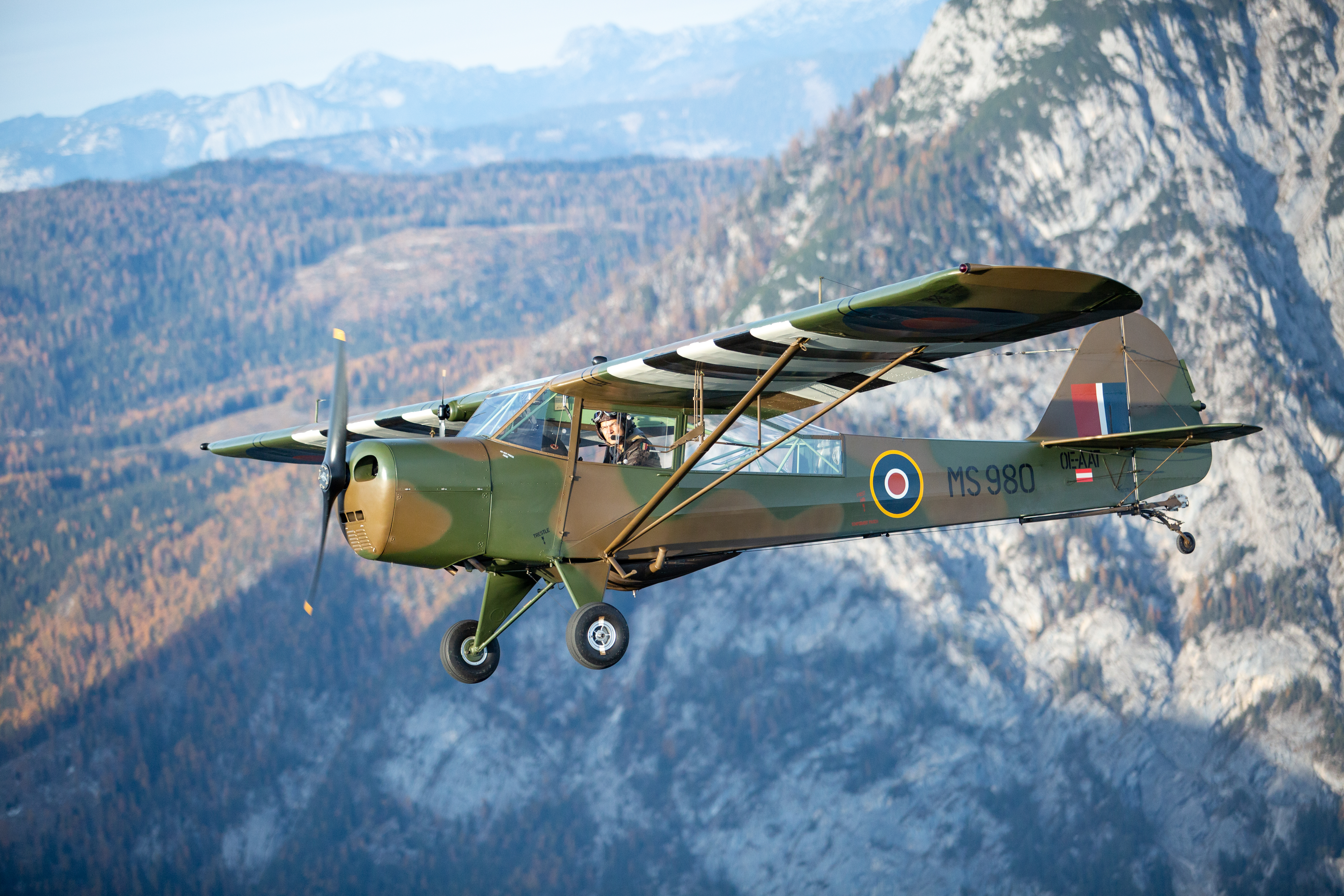
Die Auster MS980 im 2020 als OE-AAT im Flug

Im Sommer 2024 gedachte die in Österreich beheimatete Auster IV (Luftfahrzeugkennzeichen OE-AAT) der Landung der Alliierten in der Normandie. Dieses Flugzeug hatte 80 Jahre zuvor mit der RAF-Seriennummer MS980 bei der No. 661 Squadron die Landung mitgemacht.

## Technische Daten (Auster V)
| Kenngröße             | Daten                                                |
| --------------------- | ---------------------------------------------------- |
| Besatzung             | 3                                                    |
| Länge                 | 6,83 m                                               |
| Spannweite            | 10,97 m                                              |
| Höhe                  | 2,44 m                                               |
| Flügelfläche          | 15,5 m²                                              |
| Flügelstreckung       | 7,8                                                  |
| Leermasse             | 499 kg                                               |
| Startmasse            | 839 kg                                               |
| Höchstgeschwindigkeit | 290 km/h                                             |
| Reichweite            | 402 km                                               |
| Triebwerke            | ein 4-Zylinder-Boxermotor Lycoming O-290-3 mit 97 kW |